# Министерская конференция ВТО
Конференция министров — высший орган ВТО, состоящий из представителей государств-членов.
Заседания министерской конференции проводятся в соответствии со статьей 4 «Марракешского соглашения о создании Всемирной торговой организации» от 15 апреля 1994 года раз в два года или чаще.
На настоящий момент было проведено 11 конференций.

## Список конференций
1-я конференция — Сингапур (декабрь 1996). Были созданы 4 рабочие группы — по прозрачности гос. закупок; содействия развитию торговли (таможенные вопросы), торговли и инвестиций; торговли и конкуренции. Эти группы также известны как Singapore issues;
2-я конференция — Женева (май 1998).
3-я конференция — Сиэтл (ноябрь 1999). За неделю до начала конференции не было согласия о перечне вопросов, подлежащих обсуждению, а также были очевидны нарастающие разногласия м-ду развитыми и развивающимися странами (с/х). Предполагалось, что конференция станет началом нового раунда переговоров, но планы были сорваны плохой организацией и уличными протестами. Переговоры были сорваны и перенесены в Доху (2001);
4-я конференция — Доха, Катар (ноябрь 2001). Было одобрено вступление КНР в ВТО.
5-я конференция — Канкун (сентябрь 2003). 20 развивающихся стран во главе с КНР, Индией и Бразилией выступили против требования развитых стран принять «Singapore issues» и призвали их отказаться от субсидирования национальных с/х производителей (в первую очередь в ЕС и США). Переговоры к успеху не привели;
6-я конференция — Гонконг (декабрь 2005). Конференция отметилась многочисленными акциями протеста южнокорейских фермеров. На конференции предполагалось завершить Дохийский раунд по субсидированию с/х к 2006 г.
Повестка конференции:
- Дальнейшее снижение таможенных пошлин;
- Требование прекратить прямое субсидирование с/х;
- Отдельное требование к ЕС относительно ЕСХП;
- Singapore issues — требование к развитым странам ввести более прозрачное законодательство в сфере инвестиций, конкуренции, гос. закупок и содействия развитию торговли.

7-я конференция — Женева (ноябрь 2009). На данной конференции министры ретроспективно рассмотрели проделанную ВТО работу. Согласно распорядку, на конференции не проводились переговоры по Дохийскому раунду переговоров.
8-я конференция — Женева (декабрь 2011). Параллельно пленарной сессии были проведены три рабочих заседания «Важность многосторонней торговой системы и ВТО», «Торговля и развитие» и «Дохинская повестка дня в области развития». Конференция одобрила присоединение России, Самоа и Черногории.
9-я конференция — Бали, Индонезия (декабрь 2013). Одобрено присоединение Йемена.
10-я конференция — Найроби, Кения (декабрь 2015). В повестку дня было включено завершение присоединения Афганистана и Либерии к ВТО. Это привело к принятию «пакета Найроби», серии из шести министерских решений по сельскому хозяйству, хлопку и вопросам наименее развитых стран. Конференцию возглавляла министр иностранных дел и международной торговле Кении Амина Мохамед.
11-я конференция — Буэнос-Айрес, Аргентина (декабрь 2017). Её возглавляла министр иностранных дел Аргентины Сусана Малькорра. Конференция завершилась принятием ряда министерских решений, в том числе в отношении субсидий на рыболовство и обязательств в области электронной торговли, а также обязательства продолжать переговоры во всех областях.